# کوه‌های بوگوتی
کوه‌های بوگوتی (انگلیسی: Boguty Mountains) یک کوه در استان آلماتی کشور قزاقستان است.